# Jan Kittmann
Jan Kittmann (* 6. Mai 1983 in Ost-Berlin) ist ein deutscher Schauspieler.

## Leben
Jan Kittmann wurde in Ost-Berlin geboren, sein Vater war DDR-Diplomat. Er wurde in Budapest eingeschult, wo er Jungpionier wurde, verbrachte den Großteil seiner Schulzeit jedoch in Berlin. Er besuchte das Gymnasium, entdeckte in der Oberstufe sein Interesse am Schauspiel und übernahm Rollen bei verschiedenen Schultheaterwettbewerben. Sein Abitur legte er in Berlin ab.
Er begann zunächst ein Informatikstudium, wirkte einige Jahre in verschiedenen Berliner Off-Theater-Produktionen mit und tanzte von 1999 bis 2007 in der Jazz-Modern-Dance-Formation Outfaced, mit der er in fünf aufeinanderfolgenden Jahren bei der Berliner Meisterschaft als Sieger hervorging.
Nach seiner Entscheidung, Schauspieler zu werden, absolvierte er ab 2005 seine Schauspielausbildung an der Theaterakademie Vorpommern auf Usedom, die er 2009 erfolgreich abschloss. Während der Ausbildung wirkte er in zahlreichen Produktionen der Vorpommerschen Landesbühne mit und gastierte bereits am Staatstheater Schwerin und am Anhaltischen Theater Dessau.
Nach seiner Ausbildung trat er mit Beginn der Spielzeit 2009/10 sein erstes Festengagement am Theater der Altmark in Stendal an, wo er vier Jahre bis zum Ende der Spielzeit 2012/13 blieb. Dort spielte er zahlreiche Rollen des klassischen und modernen Theaterrepertoires und war auch im Kinder- und Jugendtheater aktiv. Zu seinen Rollen gehörten Jean-Michel im Musical La Cage aux Folles, Bill Calhoun/Lucentio im Musical Kiss Me, Kate, der Student Perchik im Musical Anatevka, Alceste in Der Menschenfeind, Ferdinand in Kabale und Liebe, Paul Bratter in Barfuß im Park und Tom im Kinder- und Jugendstück Tom Sawyer.
2012 wurde er mit dem Theaterpreis des Stendaler Theaterfördervereins als „Bester Schauspieler 2012“ ausgezeichnet. Seit 2013 gastiert er regelmäßig an der Comödie Dresden. 2014 trat er bei den Carl-Orff-Festspielen Andechs als Diener Valerio in Leonce und Lena auf. Weitere Engagements hatte er am Staatstheater Hannover und am Societätstheater Dresden.
Ab 2016 stand Kittmann in zahlreichen Komödien auf der Bühne und trat an verschiedenen Boulevardtheatern in Deutschland auf, u. a. am Theater an der Kö, an der Komödie im Bayerischen Hof in München, an der Komödie Düsseldorf und im Theater im Rathaus Essen.
Anfang 2019 spielte Kittmann in der RTL-Serie Die Klempnerin die Rolle des Hauptkommissars Thomas Waldeck. In der ZDF-Fernsehreihe Das Traumschiff war Kittmann in der Weihnachtsfolge 2019, die auf Antigua gedreht wurde, an der Seite von Leander Lichti in der ersten Verlobung eines homosexuellen Paares auf dem „Traumschiff“ zu sehen. In der 6. Staffel der ZDF-Serie Bettys Diagnose (2020) spielte Kittmann eine der Episodenrollen als besorgter Sohn einer schwererkrankten italienischen Feinkosthändlerin. Im Oktober 2020 übernahm er die neue Hauptrolle des Bauleiters Tobias Evers in der RTL-Serie Gute Zeiten, schlechte Zeiten. In der 25. Staffel der TV-Serie In aller Freundschaft (2022) war er in einer Episodenhauptrolle als Ehemann einer hochschwangeren Patientin zu sehen.
Jan Kittmann lebt in Berlin.

## Filmografie (Auswahl)
- 2014: Moschaisk (Kurzfilm)
- 2015: Verloren (Spielfilm, DVD-Veröffentlichung)
- 2019: Die Klempnerin (Fernsehserie)
- 2019: Das Traumschiff: Antigua (Fernsehreihe)
- 2020: Bettys Diagnose (Fernsehserie, Folge Keine Angst)
- 2020: Gute Zeiten, schlechte Zeiten (Fernsehserie, seit Folge 7118–)
- 2022: In aller Freundschaft (Fernsehserie, Folge Kleines Glück)